# Johann Solbrig
Johann Wilhelm Georg Christian Solbrig (* 12. November 1778 in Bombeck; † 24. Juni 1850 in Zichtau) war Gutsbesitzer des Gutes Zichtau. Bekannt ist er durch die von ihm veranlasste Wiederaufforstung der Hellberge.

## Leben
Solbrig wurde als sechstes und jüngstes Kind des Theologen Ernst Julius Solbrig und Anna Maria Luise Catharina Solbrig, geborene Roth(e) geboren.
Er pachtete zunächst das Gut Berge nördlich von Gardelegen. 1811 erwarb er von der Familie von Alvensleben das Gut Zichtau. Er trug den Titel Kreisamtmann. Ab 1817 ließ er die zu diesem Zeitpunkt völlig entwaldeten Hellberge wieder aufforsten. Der auf diesem Höhenzug heute noch bestehende Wald geht auf seine Tätigkeit zurück. Um 1820 begann er am Gutshaus einen damals viel beachteten Landschaftspark anzulegen.
1823 starb seine erste Ehefrau Dorothea Wilhelmine Jacobi, mit der er zwei Töchter hatte. 1825 heiratete er in Kalbe Charlotte Friedericke Schulze. Aus dieser Ehe ging eine weitere Tochter hervor. Bereits 1837 starb auch seine zweite Frau.
Am 24. Juni 1850 starb Solbrig 71-jährig in Zichtau. Die dortige Beisetzung fand am 27. Juni statt.

## Wanderweg
Der knapp sechs Kilometer lange Wanderweg Auf Solbrigs Spuren – Zum Stakenberg ist nach Solbrig benannt, da dieser im Jahr 1817 begann, die bis dato entwaldeten Hellberge wieder aufzuforsten. Seit Oktober 2022 ist dieser als zertifizierter Qualitätsweg des Deutschen Wanderverbandes anerkannt. Auf dem Weg liegen u. a. eine Wassertretstelle, das Gut Zichtau, das Waldbad Zichtau sowie die Ochsenkeller-Schlucht mit dem Blick auf den Stakenberg.